# Myelorrhiza antrea
Myelorrhiza antrea är en lavart som beskrevs av Verdon & Elix. Myelorrhiza antrea ingår i släktet Myelorrhiza och familjen Cladoniaceae.   Inga underarter finns listade i Catalogue of Life.